# Slaget ved Columbia
Slaget ved Columbia blev udkæmpet mellem den 24. og 29. november 1864 i Maury County, Tennessee som led i Franklin-Nashville kampagnen i den amerikanske borgerkrig.
Slaget var en konfødereret afledningsmanøvre som led i en manøvre, der skulle gøre det muligt at krydse Duck River længere oppe og afbryde Unionens forbindelselinjer til Nashville. Mens General John Bell Hood's armé rykkede nordøst på fra Florence, Alabama, trak generalmajor John M. Schofields styrke, bestående af generalmajor David S. Stanleys 4. Korps og Schofields eget 23. Korps, sig hurtigt tilbage fra Pulaski til Columbia og ankom den 24. november lige før generalmajor Nathan Bedford Forrests konfødererede kavaleri.
Unionstropperne byggede to linjer af skyttegrave syd for byen, mens der udkæmpedes ildkampe med fjendens kavaleri den 24. og 25. november. Hood rykkede sit infanteri frem den følgende dag, men angreb ikke. Han lavede demonstrationer langs fronten, mens han sendte to korps af sted til Davis Ford, ca. 8 km østpå langs Duck River. Schofield fortolkede Hoods bevægelser korrekt, men dårligt vejr forhindrede ham i at krydse til den nordlige bred inden den 28. november, hvorved han efterlod Columbia til de konfødererede. Den næste dag marcherede begge hære nordpå til Spring Hill. Schofield havde forsinket Hoods bevægelse, men havde ikke stoppet ham.